# Uki
Uki (japanska: 宇城市?, Uki-shi) är en stad i Kumamoto prefektur i Japan. Staden skapades 2005 genom en sammanslagning av fem kommuner.